# Direction des Relations avec les institutions et de la Promotion des dynamiques sociales
La Direction des Relations avec les Institutions et de la Promotion des Dynamiques Sociales en abrégé DRIPDS est une direction technique du ministère de la justice,,.

## Missions et attributions

### Mission
La responsabilité de la Direction des Relations avec les Institutions et de la Promotion des Dynamiques sociales consiste à recommander des initiatives visant à établir une relation constante, harmonieuse et pacifique entre le gouvernement, les institutions constitutionnelles de la République, les partis politiques et les organisations de la société civile.

### Attributions
Ses responsabilités comprennent:
- Développer et mettre en œuvre des stratégies visant à renforcer le dialogue entre le gouvernement et les institutions de la République.
- Coordonner, sous l'autorité du ministre, la participation des membres du gouvernement aux travaux des institutions de la République.
- Étudier les préoccupations exprimées par les organisations de la société civile et proposer des mesures pour les prendre en compte.
- Formaliser et soutenir l'animation d'un espace de dialogue efficace entre le gouvernement et les organisations de la société civile.
- Contribuer à établir des relations de confiance et de collaboration entre les organisations de la société civile, les collectivités territoriales et le gouvernement.
- Suivre la mise en œuvre du soutien du gouvernement et des partenaires techniques et financiers aux organisations de la société civile.
- Promouvoir la dimension politique de l'action gouvernementale.
- Suivre la mise en œuvre de la réforme du système partisan.
- Promouvoir la synergie d'actions entre le gouvernement et les formations politiques.

## Organisation et fonctionnement
La Direction des Relations avec les Institutions et de la Promotion des Dynamiques sociales est composée des entités suivantes:
- le Secrétariat
- Service des relations avec les institutions de la République;
- Service des relations avec les partis politiques;
- le Service des Relations avec les organisations de la société civile et de

la formation civique et citoyenne

## Siège
La DRIPDS se trouve à Cotonou.